# Vryburgia distincta
Vryburgia distincta är en insektsart som först beskrevs av De Lotto 1964.  Vryburgia distincta ingår i släktet Vryburgia och familjen ullsköldlöss. Inga underarter finns listade i Catalogue of Life.